# Corraleña (manzana)
Corraleña es una  variedad cultivar de manzano (Malus domestica) Esta manzana está cultivada tradicionalmente en la sierra norte de Madrid Comarca Lozoya Somosierra, se encuentra en La Hiruela y en Puebla de la Sierra. Se está cultivando en el vivero de "La Troje" "Asociación sembrando raíces, cultivando biodiversidad", donde cultivan variedades frutícolas y hortícolas de la herencia para su conservación y recuperación de su cultivo. Así mismo está cultivado en el IMIDRA- Banco de Germoplasma de Variedades Tradicionales de Frutales de la Comunidad de Madrid (Finca La Isla).

## Sinónimos
- “Manzanas Corraleñas“,
- "Manzana Corraleña de La Hiruela".[5]

## Historia
Ha sido una variedad minoritaria en Puebla de la Sierra y La Hiruela.
En la Sierra Norte de Madrid está arraigado su cultivo en La Hiruela llevan cultivándose más de un siglo. Se conserva en cultivo por ser una fruta temprana aunque su sabor no es muy apreciado.

## Características
El manzano de la variedad 'Corraleña' tiene un vigor elevado; con la floración en el mes de abril; las flores se presentan capullo rojo y flor abierta jaspeada de rojo.
La variedad de manzana 'Corraleña' tiene un fruto de tamaño pequeño; forma redondeada aplastada, costillas poco pronunciadas, y con contorno irregular; piel poco brillo; con color de fondo verde oscuro, siendo el color del sobre color ausente, punteado muy abundante y espeso en algunas zonas de oxidado grisáceo, y una sensibilidad al "russeting" (pardeamiento áspero superficial que presentan algunas variedades) fuerte. pedúnculo corto, y de grosor grueso, no sobresale de la cavidad peduncular, anchura de la cavidad peduncular es amplia, profundidad de la cavidad pedúncular es poco profunda, y con importancia del "russeting" en cavidad peduncular alta; anchura de la cavidad calicina estrecha, profundidad de la cav. calicina es casi inexistente, bordes ondulados, y con importancia del "russeting" en cavidad calicina media; ojo pequeño, cerrado; sépalos cortos.
Las 'Corraleñas' tienen fruto con sabor poco intenso “las corraleñas no eran dulces ni ácidas”, y una textura harinosa. Se consume en fresco, son de maduración temprana. Se cosechan desde mediados de agosto hasta septiembre (San Miguel). Se comen en cuanto se cosechan, no se pueden almacenar mucho tiempo, aguantan sólo hasta “Los Santos” (1 de noviembre).

## Cultivo
Se injertan de púa sobre "maíllos" (Malus sylvestris) que se traen "del monte" y "manzanos nacedizos". Los patrones se suelen trasplantar entre noviembre y marzo y se injertan al año siguiente, aunque en algunos casos se realiza el injerto ese mismo invierno. Los patrones se trasplantaban en un hoyo muy hondo “hasta la altura de la faja” (aprox. 1 m). Se debe hacer el hoyo en otoño, porque durante todo el invierno "se cría una babilla de tierra fina en el hoyo" que es beneficiosa para el árbol. Los injertos se deben hacer en febrero o marzo, “cuando se empieza a mover la savia, a despegarse la corteza”. Las púas se solían recoger de frutales más atrasados que el patrón, ya que “la puga tiene que tener menos savia que el patrón, para que no se seque”.